# Suzuki RG 125 F Gamma
Suzuki RG 125 F Gamma – japoński motocykl sportowy klasy 125 cm³ marki Suzuki, następca modelu RG 125 Gamma. Motocykl od swojego poprzednika różni się prawie wszystkim. Między innymi: nowym wahaczem, wygiętym w kształt półksiężyca, zastosowaniem widelca upside-down, owiewkami, ramą oraz grafikami wzorowanymi na te z modeli wyścigowych.
Innymi słowy jest to zaprojektowany zupełnie od nowa motocykl.

## Silnik
Dwusuwowy silnik wykorzystany w tym motocyklu czerpie rozwiązania techniczne z Suzuki RGV 250 Gamma, z tą różnicą, że posiada jeden cylinder zamiast dwóch oraz różni się gabarytami.. Chłodzona cieczą jednostka o pojemności skokowej 124,6 cm³ generuje moc 33 KM przy 11.250 obr./min i moment obrotowy 21 Nm przy 11.000 obr./min. 
Silnik został wyposażony w elektryczny rozrusznik oraz wydechowy zawór mocy -system AETC (Automatic Exhaust Timing Control), który reguluje przepływ spalin poprzez zmianę wielkości ujścia kanału wydechowego w zależności od obrotów silnika. 
Moduł elektroniczny steruje płynną regulacją wylotu spalin do układu wydechowego przy użyciu zestawu listków podnoszonych i opuszczanych serwem z linką.
Takie rozwiązanie pozwoliło jeszcze bardziej zwiększyć moc oraz ulepszyć elastyczność silnika.
Natomiast w poprzedniej Suzuki RG125 Gamma (1985-1991), występowały systemy AEC (Automatic Exhaust Control) oraz EPC (Exhaust Power Chamber) sterowanie mocą odbywało się tylko na zasadzie "otwórz - zamknij" gdzie zawór walcowy obracany serwem bezpośrednio przy cylindrze (bez linki) otwierał tylko dodatkową komorę znajdującą się pod głowicą. W wersjach na rynek Brytyjski, oraz Francuski z boku cylindra w miejscu serwa występuje zaślepka, a zawór został usunięty, gdyż sterowanie mocą zabronione było przepisami w tych krajach.
Jeszcze jedną zasadniczą różnicą między RG125 mk1, a RG125 mk2 (F) jest zastosowanie wałka wyrównoważającego drgania w mk2. Dzięki temu silnik pracował jeszcze lepiej, a nieprzyjemne wibracje odczuwalne zwłaszcza na kierownicy zostały zniwelowane do minimum.